# دایانا وریلند
دایانا وریلند (انگلیسی: Diana Vreeland; ۲۹ سپتامبر ۱۹۰۳ – ۲۲ اوت ۱۹۸۹) روزنامه‌نگار ستون‌نویس و سردبیر مجله اهل فرانسه بود.
او برای مجلاتی چون هارپرز بازار و وگ نوشت و سردبیر وگ هم بود. وریلند همچنین مشاور مد در موزه متروپولیتن نیویورک بود و در سال ۱۹۶۴ نامش در تالار افتخارات فهرست بین‌المللی خوش‌لباس‌ترین‌ها ثبت شد.
وی همچنین برندهٔ جوایزی همچون لژیون دونور شده‌است.